# ماده (حشرات)

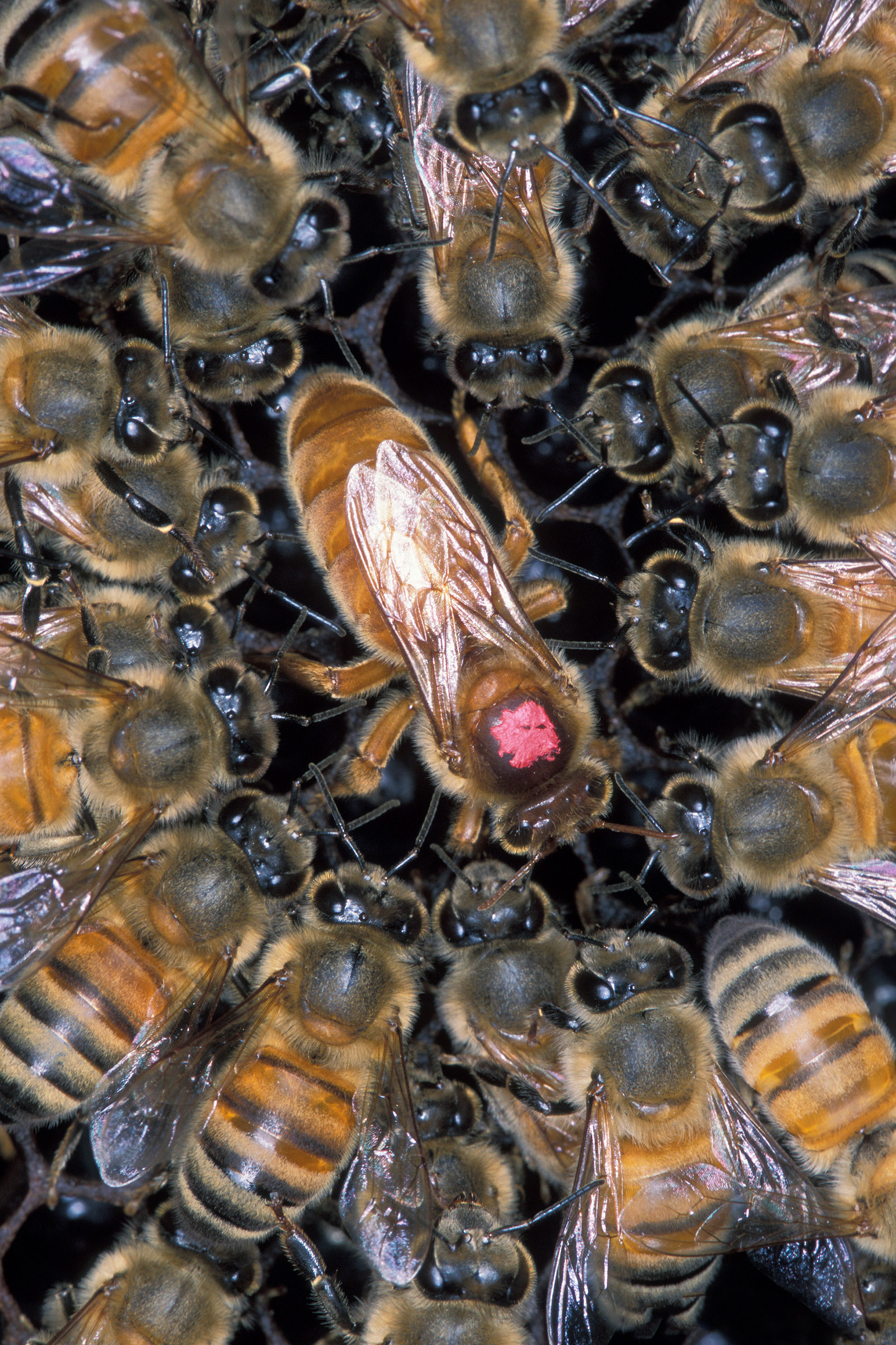
ملکه (نشان‌گذاری‌شده) و کارگران زنبور عسل آفریقایی، Apis mellifera scutellata

ماده (به انگلیسی: Gyne) (واژۀ Gyne ‎/ˈɡaɪn/‎ از یونانی γυνή به معنی «زن») کاست اصلی ماده تولیدمثلی از حشرات فرااجتماعی است (به ویژه مورچه‌ها، زنبورها و زنبورهای راسته پرده‌بالان و همچنین موریانه‌ها). ماده‌ها (Gynes) کسانی هستند که قرار است ملکه (Queen) شوند، در حالی که کارگران ماده (female workers) معمولاً نازا هستند و نمی‌توانند ملکه شوند. داشتن یک ملکه همان چیزی است که یک کندو، لانه یا کلنی از حشرات اجتماعی را ایجاد می‌کند. گفته می‌شود که یک کلنی با چندین ملکه به شکل چندماده polygyne است، در حالی که یک کلنی که تنها یک ملکه دارد، شکل تک‌ماده monogyne است.